# 韓都衣舍
韓都衣舍是中華人民共和國一家服裝品牌，由趙迎光創辦於2008年，創辦地點位於山東省濟南市。早期品牌主要進口韓國服裝產品。2014年2月，韓都衣舍收購了老年服裝品牌艾茉。

## 外部連結
- 官方网站